# Oussama Darragi
Oussama Darragi (sinh ngày 3 tháng 4 năm 1987 ở Tunisia) là một cầu thủ bóng đá thi đấu ở vị trí tiền vệ tấn công hoặc là cầu thủ phát động. Hiện tại anh thi đấu cho Umm Salal SC và Đội tuyển bóng đá quốc gia Tunisia.

## Sự nghiệp quốc tế
Darragi được triệu tập vào Tunisia tham dự vòng loại Giải vô địch bóng đá thế giới 2010. Vào ngày 6 tháng 9 năm 2009, Tunisia gặp Nigeria trong trận đấu quan trọng. Với việc đội nhà đang dẫn trước 2–1, Darragi ghi bàn ở phút 89 để giúp đội tuyển có được trận hòa.

### Bàn thắng quốc tế
| 1                                            | 28 tháng 5 năm 2009 | Sân vận động Olympique de Radès, Radès, Tunisia  | Sudan           | 1 – 0 | 4 – 0 | Giao hữu                                                      |
| 2                                            | 6 tháng 6 năm 2009  | Sân vận động 7 tháng 11, Radès, Tunisia          | Mozambique      | 2 – 0 | 2 – 0 | Vòng loại giải vô địch bóng đá thế giới 2010 khu vực châu Phi |
| 3                                            | 6 tháng 9 năm 2009  | Sân vận động Abuja, Abuja, Nigeria               | Nigeria         | 2 – 2 | 2 – 2 | Vòng loại giải vô địch bóng đá thế giới 2010 khu vực châu Phi |
| 4                                            | 29 tháng 5 năm 2011 | Stade Olympique, Sousse, Tunisia                 | Trung Phi       | 2 – 0 | 3 – 0 | Giao hữu                                                      |
| 5                                            | 29 tháng 5 năm 2011 | Stade Olympique, Sousse, Tunisia                 | Trung Phi       | 3 – 0 | 3 – 0 | Giao hữu                                                      |
| 6                                            | 5 tháng 6 năm 2011  | Stade Olympique, Sousse, Tunisia                 | Tchad           | 4 – 0 | 5 – 0 | Vòng loại Cúp bóng đá châu Phi 2012                           |
| 7                                            | 7 tháng 1 năm 2013  | Sân vận động Al-Wakrah, Al Wakrah, Qatar         | Ethiopia        | 1 – 0 | 1 – 1 | Giao hữu                                                      |
| 8                                            | 23 tháng 3 năm 2013 | Sân vận động Olympique de Radès, Radès, Tunisia  | Sierra Leone    | 1 – 0 | 2 – 1 | Vòng loại giải vô địch bóng đá thế giới 2014                  |
| 9                                            | 8 tháng 6 năm 2013  | Sân vận động Quốc gia, Freetown, Sierra Leone    | Sierra Leone    | 1 – 1 | 2 – 2 | Vòng loại giải vô địch bóng đá thế giới 2014                  |
| 10                                           | 16 tháng 6 năm 2013 | Sân vận động Malabo mới, Malabo, Guinea Xích Đạo | Guinea Xích Đạo | 1 – 1 | 1 – 1 | Vòng loại giải vô địch bóng đá thế giới 2014                  |
| Chính xác tính đến ngày 15 tháng 11 năm 2013 |                     |                                                  |                 |       |       |                                                               |

Darragi được bình chọn là cầu thủ xuất sắc nhất giải bóng đá Tunisia mùa giải 2010.

## Danh hiệu

### Cá nhân
- Cầu thủ xuất sắc nhất năm của châu Phi (đến từ châu Phi): 2011